# Куантаев, Мулдагалий
Мулдагали́й Куанта́ев (5 октября 1910, аул Акбулак, Уральская область, Российская империя — 6 декабря 1977, Уральск, Казахская ССР) — председатель сельхозартели «Красный партизан» Чиргирлауского района Западно-Казахстанской области, Казахская ССР. Герой Социалистического Труда (1957).

## Биография
Родился в 1910 году в крестьянской семье в селе Акбулак (по другим данным — Тасбулак) Уральской области.
С 1929 года — секретарь Тасбулакского аулсовета, с 1932 года — рабочий совхоза «Жеринкупинский» Актюбинской области. В последующие году трудился на медно-серном заводе в Оренбургской области. В 1942—1943 годах служил в Красной Армии, после которой трудился зоотехником в совхозе «15 лет Казахстана» Актюбинской области.
С 1945 года — председатель исполкома Акбулакского сельсовета. В 1951 году избран председателем сельхозартели «Красный партизан» (позднее — одноимённый колхоз).
В 1956 году труженики сельхозартели сдали 60 тысяч тонн зерновых, валовый сбор достиг 96 тысяч зерновых. Сельхозартель получила более трёх миллионов дохода. Указом Президиума Верховного Совета СССР от 11 февраля 1957 года удостоен звания Героя Социалистического Труда за «особо выдающиеся успехи, достигнутые в работе по освоению целинных и залежных земель, и получение высокого урожая» с вручением ордена Ленина и золотой медали «Серп и Молот» (№ 7234).
С 1961 года — управляющий отделением совхоза «Лубенский», где трудился до выхода на пенсию в 1964 году.
Проживал в Уральске. С 1968 года — персональный пенсионер союзного значения. Умер в декабре 1977 года.